# زیردریایی یو-۹ (اس۱۸۸)
زیردریایی یو-۹ (اس۱۸۸) (به انگلیسی: German submarine U-9 (S188)) یک زیردریایی است که طول آن ۴۳٫۹ متر (۱۴۴ فوت) می‌باشد. این زیردریایی در سال ۱۹۶۶ ساخته شد.